# Gomphor hadleyi
Gomphor hadleyi är en mångfotingart som beskrevs av Chamberlin 1944. Gomphor hadleyi ingår i släktet Gomphor och familjen spindelfotingar.
Artens utbredningsområde är Papua Nya Guinea. Inga underarter finns listade i Catalogue of Life.